# الحبيب بن ميمون
حبيب بن ميمون (11 أبريل 1957 - 29 مارس 2024) كان لاعب كرة قدم جزائري ومدرب رئيسي لعب كمهاجم وظهير مركزي ولا سيما مع نادي مولودية وهران.

## حياته المهنية
كان بن ميمون أحد خريجي نادي مولودية وهران وقضى معظم حياته المهنية مع النادي من عام 1977 إلى عام 1988 ومن عام 1989 إلى عام 1994. في موسم 1988-1989 لعب لصالح نادي اتحاد بلعباس. ومع نادي مولودية وهران فاز ببطولة الجزائر الوطنية في عامي 1987-1988 وكأس الجزائر في عامي 1983-1984 و1984-1985. بدأ مسيرته كلاعب وسط دفاعي ثم تحول لاحقًا إلى مهاجم.
شارك في مباراة رسمية واحدة مع منتخب الجزائر في مباراة تعادل فيها 0-0 مع تونس في 11 ديسمبر 1987 كجزء من تصفيات كأس العرب 1988.
كان بن ميمون مديرًا لنادي مولودية وهران بين عامي 1995 و1997.

## وفاته
توفي بن ميمون في 29 مارس 2024 في وهران عن عمر يناهز 66 عامًا.

## الأوسمة
نادي أوران
- البطولة الجزائرية: 1987–88؛[7] وصيف 1984–85 و1986–87
- كأس الجزائر: 1983–84[2] و1984–85[2]

## روابط خارجية
- الحبيب بن ميمون على فرق كرة القدم الوطنية.كوم